# Лядо (Смоленская область)
Ля́до — деревня в Новодугинском районе Смоленской области России. Входит в состав Извековского сельского поселения. Население — 9 жителей (2007 год).
Расположена в северо-восточной части области в 22 км к юго-западу от Новодугина, в 15 км западнее автодороги Р134 «Старая Смоленская дорога» Смоленск — Дорогобуж — Вязьма — Зубцов, на берегу реки Тулка. В 19 км восточнее деревни расположена железнодорожная станция Александрино на линии Вязьма — Ржев.

## История
В годы Великой Отечественной войны деревня была оккупирована гитлеровскими войсками в октябре 1941 года, освобождена в марте 1943 года.